# Jesse Fibiger
Pour les articles homonymes, voir Fibiger.
Jesse Fibiger (né le 4 avril 1978 à Victoria, Colombie-Britannique, au Canada) est un joueur professionnel canadien de hockey sur glace.

## Carrière de joueur
Après quatre années universitaires, il fit ses débuts professionnels dans la Ligue américaine de hockey avec le club-école des Sharks de San José, les Barons de Cleveland. Il joua ses premières parties dans la Ligue nationale de hockey la saison suivante avec les Sharks. Il avait signé un contrat avec eux en août 2001.
Après une autre saison avec les Barons, il signa un contrat avec les Sénateurs d'Ottawa sans toutefois jouer une seule partie avec eux. Il alla ensuite jouer pour les EHC Wolfsburg Grizzly Adams dans la 2. Bundesliga où il y termina sa carrière fin 2008.

## Statistiques
| Saison     | Équipe                                         | Ligue         |    | Saison régulière | Saison régulière | Saison régulière | Saison régulière | Saison régulière |   | Séries éliminatoires | Séries éliminatoires | Séries éliminatoires | Séries éliminatoires | Séries éliminatoires |
| Saison     | Équipe                                         | Ligue         | PJ | B                | A                | Pts              | Pun              | PJ               | B | A                    | Pts                  | Pun                  |                      |                      |
| 1996-1997  | Salsa de Victoria                              | LHCB          | 53 | 6                | 14               | 20               | 88               | -                | - | -                    | -                    | -                    |                      |                      |
| 1997-1998  | Bulldogs de l'Université du Minnesota à Duluth | NCAA          | 40 | 3                | 6                | 9                | 82               | -                | - | -                    | -                    | -                    |                      |                      |
| 1998-1999  | Bulldogs de l'Université du Minnesota à Duluth | NCAA          | 36 | 4                | 16               | 20               | 61               | -                | - | -                    | -                    | -                    |                      |                      |
| 1999-2000  | Bulldogs de l'Université du Minnesota à Duluth | NCAA          | 37 | 4                | 6                | 10               | 83               | -                | - | -                    | -                    | -                    |                      |                      |
| 2000-2001  | Bulldogs de l'Université du Minnesota à Duluth | NCAA          | 37 | 0                | 8                | 8                | 56               | -                | - | -                    | -                    | -                    |                      |                      |
| 2001-2002  | Barons de Cleveland                            | LAH           | 79 | 6                | 12               | 18               | 94               | -                | - | -                    | -                    | -                    |                      |                      |
| 2002-2003  | Barons de Cleveland                            | LAH           | 59 | 3                | 11               | 14               | 63               | -                | - | -                    | -                    | -                    |                      |                      |
| 2002-2003  | Sharks de San José                             | LNH           | 16 | 0                | 0                | 0                | 2                | -                | - | -                    | -                    | -                    |                      |                      |
| 2003-2004  | Barons de Cleveland                            | LAH           | 55 | 5                | 12               | 17               | 39               | 9                | 0 | 2                    | 2                    | 8                    |                      |                      |
| 2004-2005  | Senators de Binghamton                         | LAH           | 79 | 3                | 19               | 22               | 79               | 6                | 1 | 0                    | 1                    | 6                    |                      |                      |
| 2005-2006  | EHC Wolfsburg Grizzly Adams                    | 2. Bundesliga | 44 | 9                | 22               | 31               | 134              | 4                | 0 | 0                    | 0                    | 33                   |                      |                      |
| 2006-2007  | EHC Wolfsburg Grizzly Adams                    | 2. Bundesliga | 21 | 1                | 11               | 12               | 49               | 10               | 0 | 2                    | 2                    | 6                    |                      |                      |
| 2007-2008  | EHC Wolfsburg Grizzly Adams                    | DEL           | 54 | 4                | 8                | 12               | 60               | -                | - | -                    | -                    | -                    |                      |                      |
| Totaux LNH | Totaux LNH                                     | Totaux LNH    | 16 | 0                | 0                | 0                | 2                | -                | - | -                    | -                    | -                    |                      |                      |

## Trophées et honneurs personnels
Ligue nationale de hockey
- 1997: Repêché par les Mighty Ducks d'Anaheim en 7e ronde, à la 178e position

## Transactions en carrière
- 15 août 2001: signe un contrat comme agent-libre avec les Sharks de San José.
- 11 août 2004: signe un contrat comme agent-libre avec les Sénateurs d'Ottawa.